# シャルキーヤ地方
シャルキーヤ地方（シャルキーヤちほう、アラビア語: المنطقة الشرقية 英語: Ash Sharqiyah Region）は、オマーンを構成していた地方（ミンタカ）のひとつ。なお、「シャルキーヤ」というのはアラビア語で「東、東部」を意味するため、東部地方（Eastern Region）とも言われる。2011年に北シャルキーヤ行政区と南シャルキーヤ行政区に分割され消滅した。首府はスール。名称の通り国土の東部に位置し、オマーン湾及びアラビア海と接していた。また、マシーラ島もこの地方の管轄であった。

## 下位区分
バーティナ地方は、11の州（ウィラーヤ）に分かれていた。
- 現在の北シャルキーヤ行政区
  - イブラーウ（アラビア語版、英語版）
  - アル・ムダイビー（アラビア語版、英語版）
  - ビディーヤ（アラビア語版、英語版）
  - アル・カービル（アラビア語版）
  - ワーディー・バニー・ハーリド（アラビア語版、英語版）
  - ディマーウ・ワッ・ターイイーン（アラビア語版）

- 現在の南シャルキーヤ行政区
  - スール
  - アル・カーミル・ワル・ワーフィー（アラビア語版）
  - ジャアラーン・バニー・ブー・ハサン（アラビア語版）
  - ジャアラーン・バニー・ブー・アリー（アラビア語版）
  - マシーラ